# 布勞湖 (柯尼希湖畔舍瑙)
47°28′57.6″N 13°0′13.9″E / 47.482667°N 13.003861°E

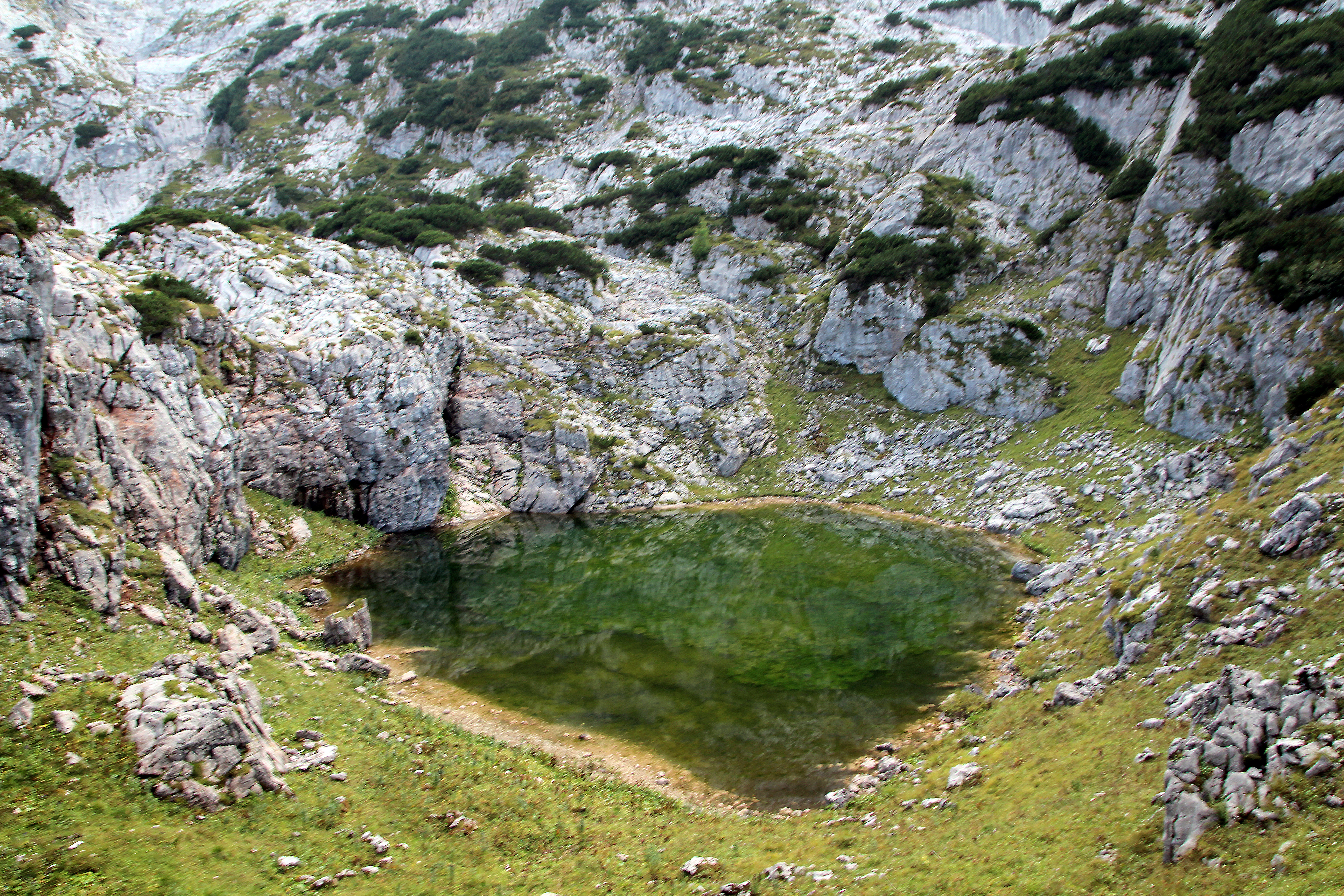

布勞湖（德語：Blaue Lache），是德國的湖泊，位於該國東南部，由巴伐利亞州負責管轄，處於柯尼希湖畔舍瑙，長0.07公里、寬0.04公里，面積0.002平方公里，海拔高度1,836米。